# Calliostoma tigris chathamensis
Calliostoma tigris chathamensis es una subespecie de molusco gasterópodo de la familia Calliostomatidae en el orden de los Vetigastropoda.

## Distribución geográfica
Se encuentra en Nueva Zelanda